# Dusty Hill
Pour les articles homonymes, voir Hill.
Joe Michael Hill, dit Dusty Hill, né le 19 mai 1949 à Dallas (Texas) et mort le 27 juillet 2021 à Houston (Texas), est un auteur-compositeur-interprète américain. Il est le bassiste et l'un des chanteurs du groupe de rock ZZ Top.

## Biographie

### Jeunesse

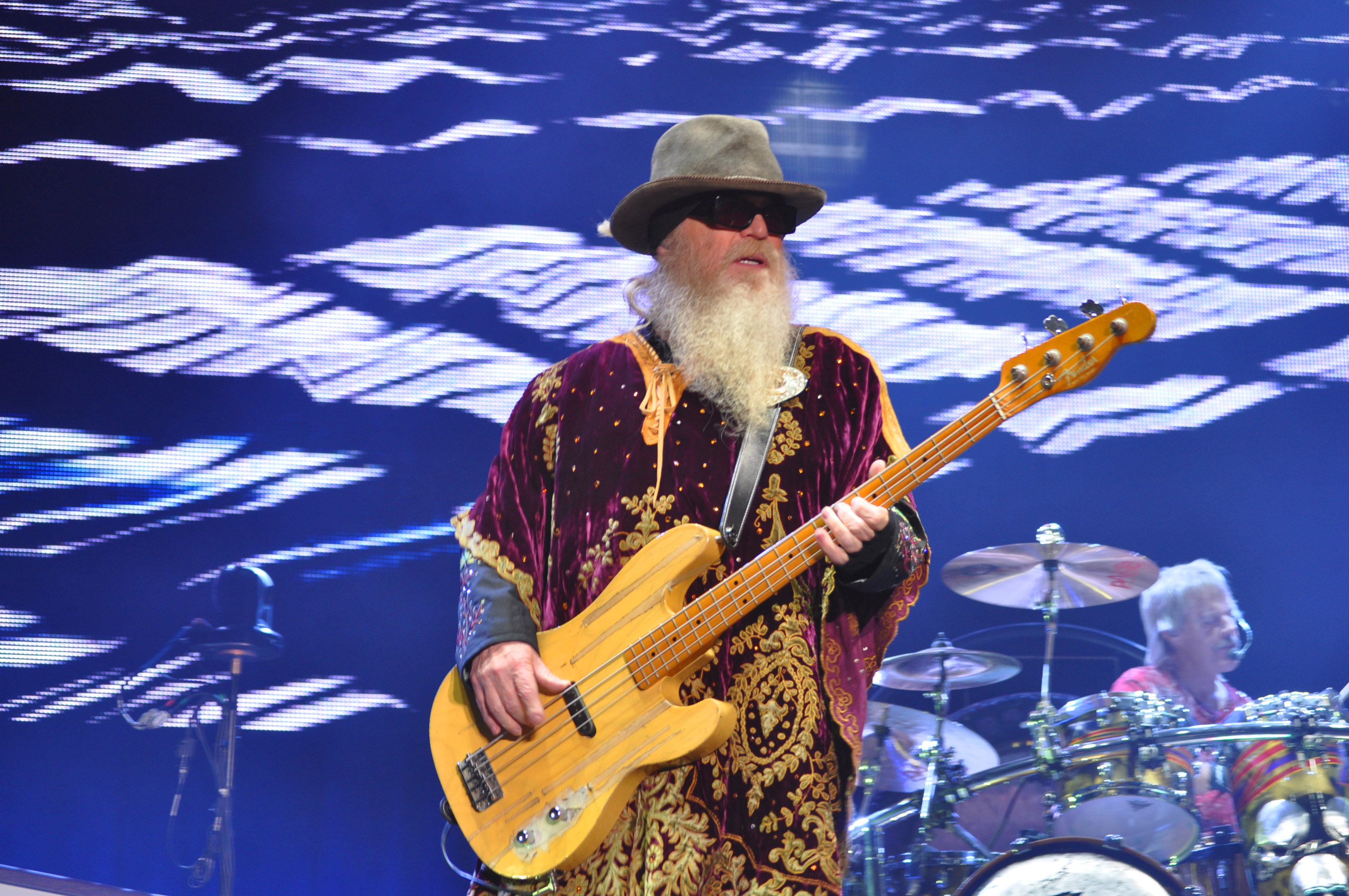
Dusty Hill à Tours en 2011.

Dusty Hill est né à Dallas au Texas et a grandi dans le quartier de Lakewood d'East Dallas. Il est allé à la Woodrow Wilson High School[réf. nécessaire].

### Carrière
Il commence par jouer du violoncelle qu'il abandonne pour la basse et jouer dans un groupe avec son frère et le batteur Frank Beard. En 1969, à 20 ans, Hill et Beard se font passer pour le groupe anglais The Zombies, puis déménagent à Houston où ils rencontrent le guitariste chanteur Billy Gibbons, récemment désigné par Jimi Hendrix comme « l’un des meilleurs jeunes guitaristes d’Amérique », lequel cherche à remplacer la section rythmique du groupe ZZ Top qu'il a créé.
Après avoir aiguisé son Texas Boogie-Blues-Rock sur scène, le trio sort son premier album ZZ Top First Album London Records en 1971.
Reconnaissable à sa tessiture vocale très haute, il accompagne au chant Billy Gibbons en duo ou en chœurs sur un grand nombre de morceaux. Bien que Gibbons assure vocalement la majorité du répertoire, il interprète néanmoins au chant principal un des plus grands hits du groupe Tush, mais également entre autres Can't Stop Rocking', Party on the Patio ou encore Goin' Down to Mexico, ainsi que les reprises Viva Las Vegas et Jailhouse Rock d'Elvis Presley.

### Mort
Le 23 juillet 2021, ZZ Top donne un concert à Watertown, sans Dusty Hill qui se remet d'un souci à la hanche et est remplacé par le technicien guitare du groupe Elwood Francis.
Durant la nuit du 27 au 28 juillet, dans sa maison à Houston, Dusty Hill meurt au cours d'une conversation avec son épouse Charleen McCrory qu'il vient de réveiller. Le groupe annonce son décès sur ses comptes Instagram et Facebook : « Nous, ainsi que les fans de ZZ Top à travers le monde, regretterons ta présence inébranlable, ta belle nature et ton engagement sans faille à donner cette assise au “top”. Tu vas beaucoup nous manquer, amigo. »
Il est inhumé le 7 août au Forest Park The Woodlands Cemetery, au Texas.

## Équipement musical
Tout au long de sa carrière, Dusty Hill a utilisé de nombreuses guitares basses, souvent personnalisées pour intriguer ou éblouir. Toutefois, il préfère une électronique simple, souvent un seul micro, contrôlé par un potentiomètre de volume et parfois un potentiomètre de tonalité. Il joue notamment sur une basse Fender Precision qu'il réussit à faire sonner « comme un rhinocéros qui pète dans une poubelle », comme il le précise.

### Diverses basses électriques
- Vintage Fender Telecaster Bass (seulement utilisée pour les enregistrements)
- Fender Precision Bass
- Dusty Hill Fender Precision Bass Signature
- Custom Fender Telecaster Bass - équipé avec des micros DiMarzio.
- Custom reversed Telecaster Bass
- Custom Telecaster Bass.
- Dean (Gibson Explorer-style) custom bass - recouverte de laine de mouton et équipée du « spinning unit ».
- Custom reversed Precision Bass
- Bolin Guitars custom - basse blanche "hollowbody".
- Dean Z
- Danelectro Longhorn
- Fender Jazz Bass
- James Trussart SteelCaster
- 044, 063, 080 and 102 gauge strings

## Albums de ZZ Top
- ZZ Top's First Album (1971)
- Rio Grande Mud (1972)
- Tres Hombres (1973)
- Fandango! (1975)
- Tejas (1977)
- Degüello (1979)
- El Loco (1981)
- Eliminator (1983)
- Afterburner (1985)
- Recycler (1990)
- Antenna (1994)
- Rhythmeen (1996)
- XXX (1999)
- Mescalero (2003)
- La Futura (2012)